# Castello di Hüttenstein
Il castello di Hüttenstein (Schloss Hüttenstein in tedesco), si trova nell'omonima località situata nella parte settentrionale del comune austriaco di Sankt Gilgen nel Distretto di Salzburg-Umgebung appartenente al Land Salisburghese e la sua storia comincia alla metà del XVI secolo.

## Storia

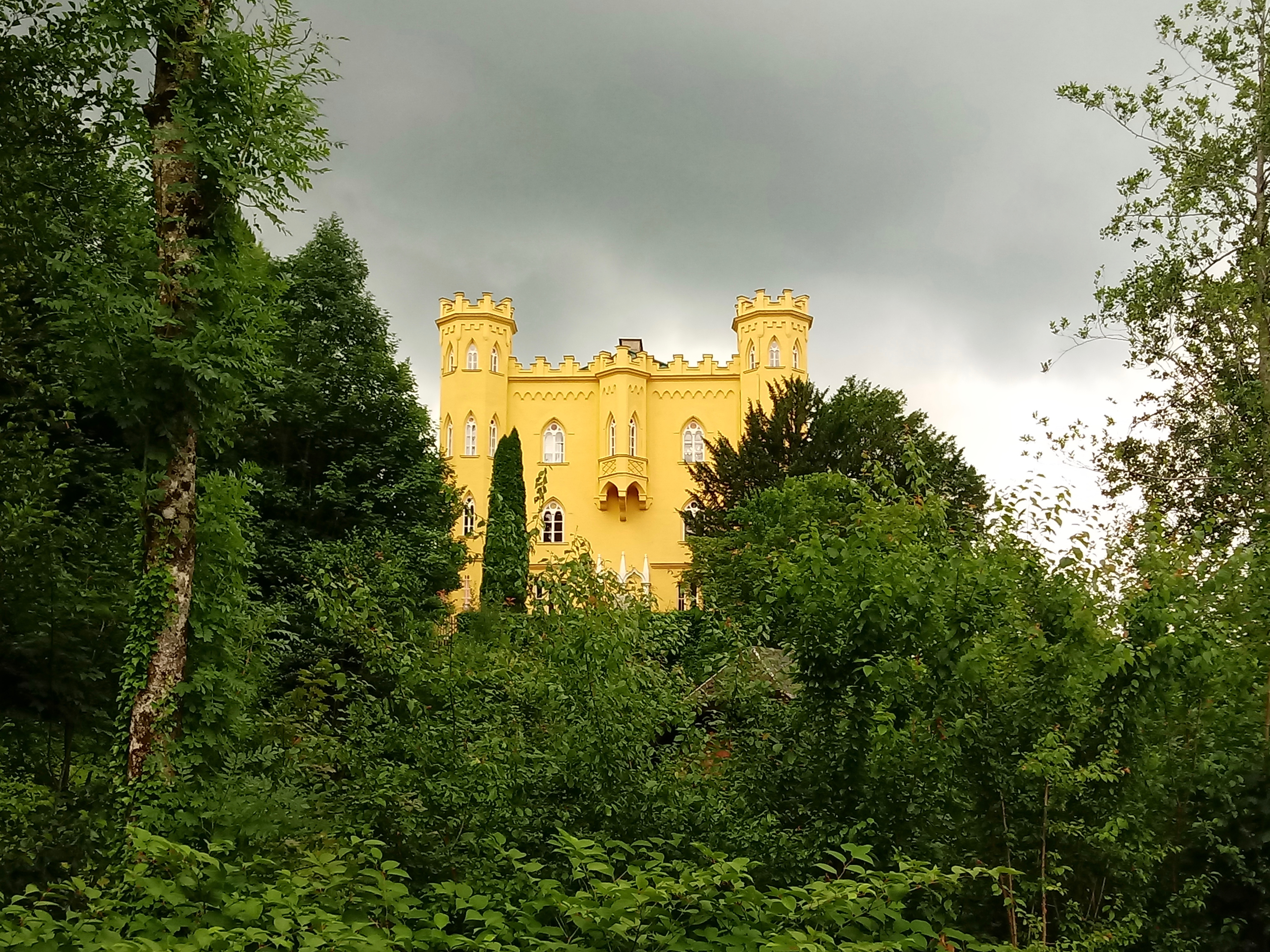
Castello di Hüttenstein

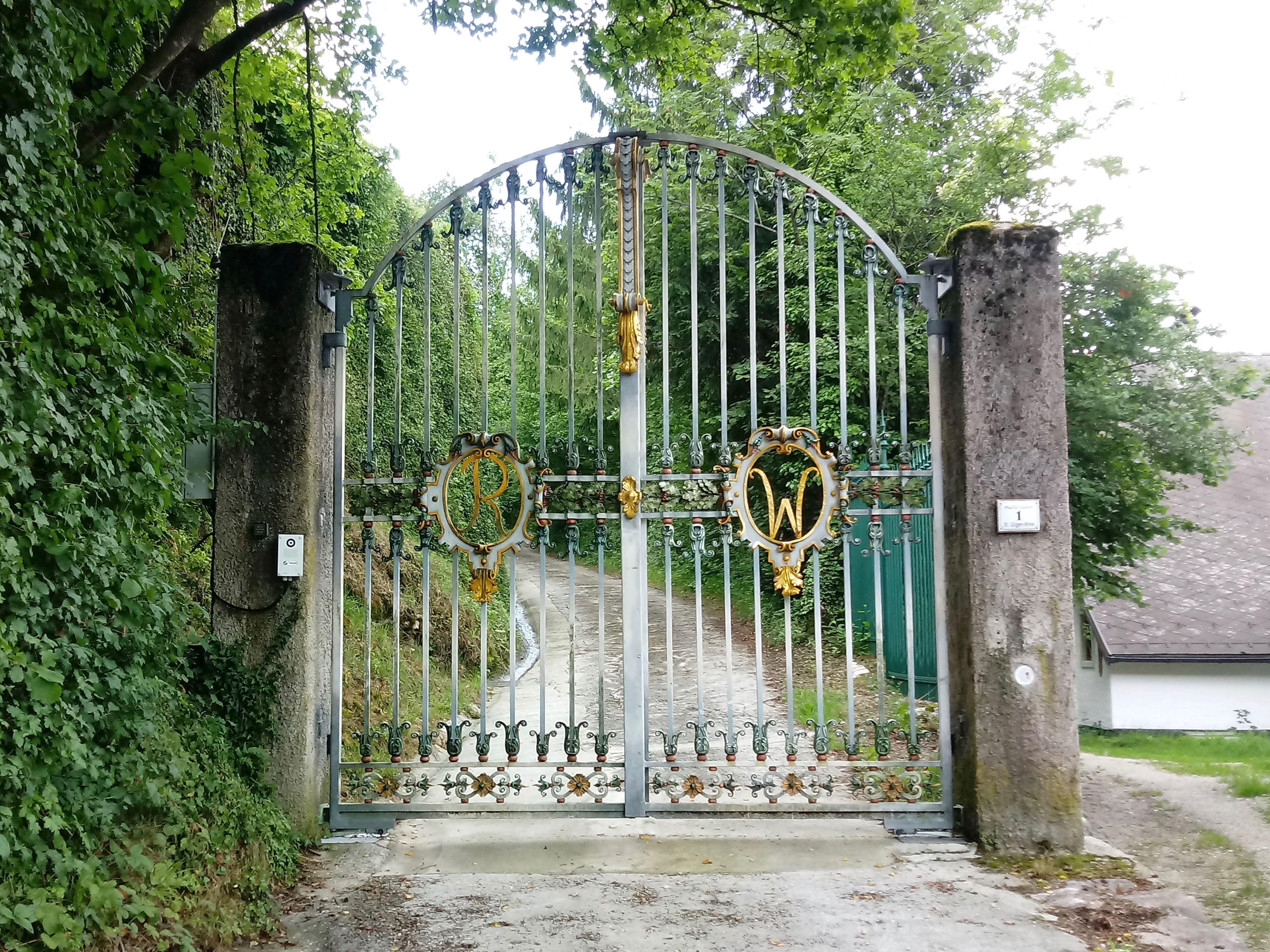
Cancello del castello con le iniziali dei principi Wrede

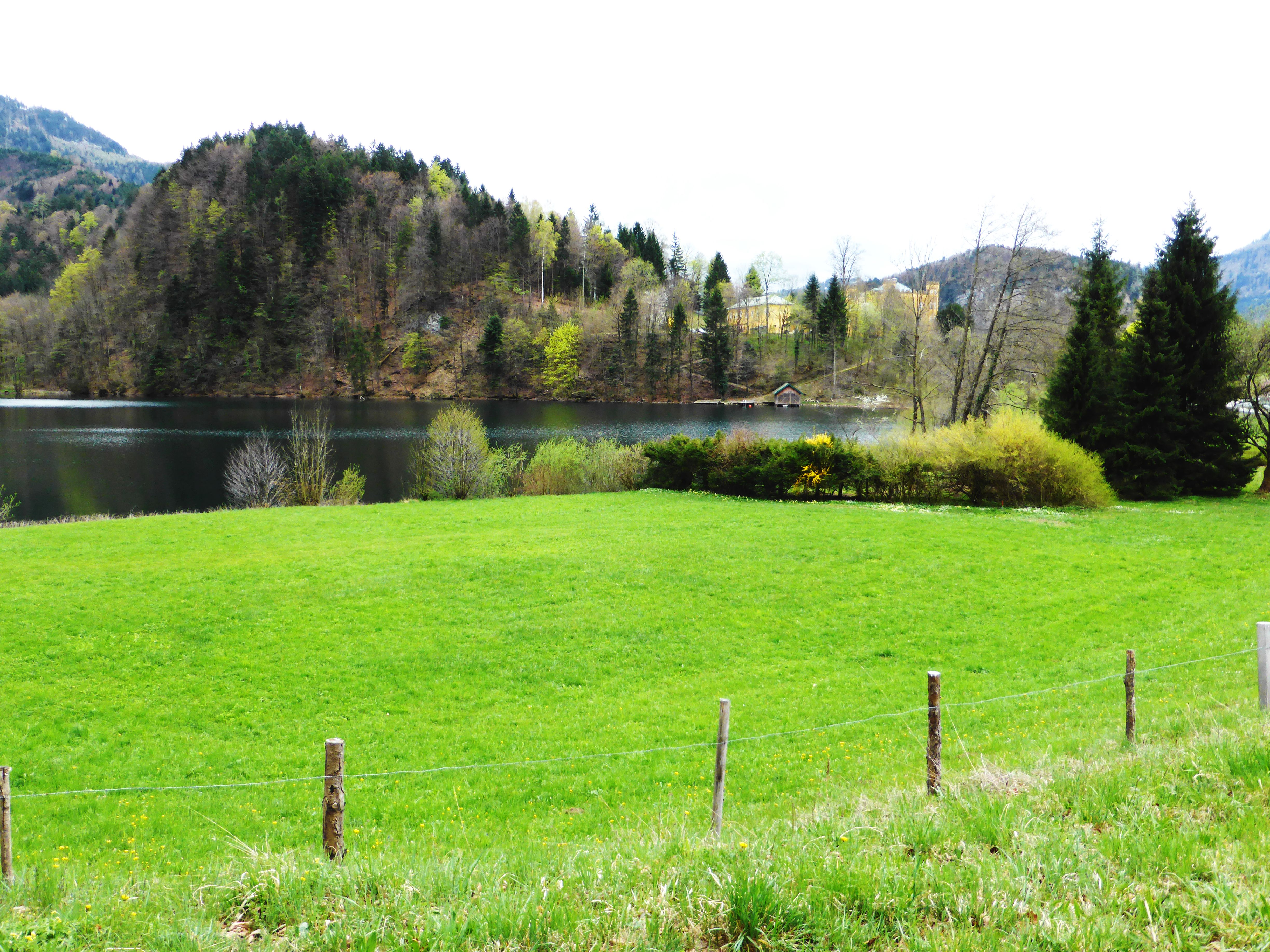
Il piccolo specchio d'acqua sotto il castello

Il primitivo castello poco lontano dal sito recente fu costruito poco dopo la metà del XIII secolo in un'area già allora strategica perché posta al confine tra il territorio del Salisburghese e quello dell'Alta Austria. Questo territorio entrò nella giurisdizione di Salisburgo dalla diocesi di Ratisbona nel 1286 e probabilmente la costruzione della fortificazione, che nel 1323 fu menzionato per la prima come castello Huetenstain, risale a quel periodo. Intorno al 1400 Hüttenstein divenne sede di tribunale e il castello che ci è pervenuto fu costruito nella seconda metà del XVI secolo e, contemporaneamente, la primitiva struttura cominciò ad essere abandonata. All'inizio del XVII secolo il vecchio castello risultò disabitato e semidiroccato. Nel 1747 il tenente ingegnere Johann Elias Geyer in una sua relazione descrisse le mura crollate del vecchio castello e in seguito, nel corso della guerra di successione austriaca, venne parzialmente riparato e occupato per l'ultima volta sino ad essere definitivamente abbandonato e ridotto in rovina. Nel XVI secolo il territorio fu dotato della nuova sede ufficiale per i burgravi (o ufficiali giudiziari) responsabili dell'amministrazione e dell'area che tuttavia manifestò da subito gravi danni strutturali già pochi anni dopo la sua costruzione. Nel 1608 la nuova residenza risultò disabitata a causa del trasferimento della sede del tribunale da Hüttenstein al vicino centro di maggiore importanza  di Sankt Gilgen. Quando finalmente il castello venne restaurato, attorno alla metà del XVIII secolo, una grave alluvione dieci anni dopo causò nuove devastazioni. Fino al 1708 l'edificio fu abitato dai custodi nominati dall'arcidiocesi di Salisburgo e in seguito anche solo da un falegname. A lungo venne poi utilizzato come caserma e deposito di munizioni sinché iniziò a minacciare un crollo e si pensò alla sua demolizione. Le rovine furono vendute all'asta nel 1811 e poi acquistate dal feldmaresciallo bavarese principe Carl Philipp Wrede nel 1817. Questo ufficiale aveva servito sotto Napoleone durante le guerre francesi e riuscì a mantenere i suoi possedimenti austriaci anche dopo la caduta di Napoleone poiché nel frattempo aveva scelto lo schieramento bavarese. Nel 1843 il suo erede, il principe Carl Theodor Friedrich Wrede, diede disposizioni per la sua ricostruzione avendo come modello i palazzi in stile gotico Tudor inglese. Nel 1880 Hüttenstein fu acquistato dalla principessa Franziska von und zu Liechtenstein che a sua volte lo vendette nel 1884 al direttore generale della Banca nazionale rumena, Demeter Ritter von Frank. Nel XX secolo si succedettero vari proprietari borghesi e il castello che ci è pervenuto è ben conservato ed è di proprietà privata e abitato.

## Descrizione
Il castello si trova in località Hüttenstein, vicino ad un piccolo specchio d'acqua nella parte settentrionale del comune austriaco di Sankt Gilgen nel Distretto di Salzburg-Umgebung appartenente al Land Salisburghese. Il territorio è compreso tra i due grandi laghi del Wolfgangsee e del Mondsee e il castello è in posizione leggermente dominante su un costone roccioso. La facciata principale neogotica si sviluppa su tre piani. La base è rettangolare e ai suoi vertici sono poste quattro torrette angolari ottagonali di un piano più alte rispetto al resto dell'edificio. Tutte le finestre dei piani superiori sono a sesto acuto in stile gotico, sia nell'edificio principale sia nelle torri. Solo al piano terra delle torri le finestre sono alte e strette. Il portale principale di accesso si trova sulla facciata nord-est. Il fronte sud-ovest ha un balcone su ciascuno dei due piani superiori poggiato su una struttura in ghisa. Al centro delle facciate minori si trova un grande stemma dei principi di Wrede. Il palazzo culmina con una merlatura ornamentale e la copertura del tetto è a padiglione. Al piano terra è presente il corridoio centrale e ai piani inferiori si trovano volte a lunetta. A nord del castello si trova un edificio della metà del XIX secolo che fungeva da rimessa per le carrozze e residenza per la servitù. Del più antico ed originale castello del XIII secolo si conservano solo le rovine, a breve distanza. L'edificio è proprietà privata.

### Bene architettonico tutelato
Il castello di Hüttenstein in Austria è un bene sottoposto a tutela artistica col numero 13036.